# Triple saut masculin aux Jeux olympiques de 1904
Pour un article plus général, voir Athlétisme aux Jeux olympiques de 1904.
Navigation
Paris 1900 Londres 1908
L'épreuve du triple saut masculin aux Jeux olympiques de 1904 s'est déroulée le 1er septembre 1904 au Francis Field à Saint-Louis aux États-Unis. Elle est remportée par l'Américain Meyer Prinstein.

## Résultats
| RanG               | Athlète              | Pays       | Distance |
| ------------------ | -------------------- | ---------- | -------- |
| Médaille d'or      | Meyer Prinstein      | États-Unis | 14.32    |
| Médaille d'argent  | Frederick Engelhardt | États-Unis | 13.90    |
| Médaille de bronze | Robert Stangland     | États-Unis | 13.36    |
| 4                  | John Fuhrer          | États-Unis | 12.91    |
| 5                  | Gilbert Van Cleve    | États-Unis | Unknown  |
| 6                  | John Hagerman        | États-Unis | Unknown  |
| 7                  | Samuel Jones         | États-Unis | Unknown  |
| —                  | Frank Connolly       | États-Unis | DNS      |
| —                  | Ray Ewry             | États-Unis | DNS      |
| —                  | John Flanagan        | États-Unis | DNS      |
| —                  | Edward French        | États-Unis | DNS      |
| —                  | Louis Heyden         | États-Unis | DNS      |
| —                  | Béla Mező            | Hongrie    | DNS      |
| —                  | Fred Schule          | États-Unis | DNS      |
| —                  | Garrett Serviss      | États-Unis | DNS      |